# Нехадома, Янош
Я́нош Не́хадома (венг. Nehadoma János; 20 августа 1901, по другим данным 12 сентября 1910, Будапешт — дата смерти неизвестна) — венгерский футболист и тренер, играл на позиции нападающего. В Италии жил под именем Джова́нни Некадо́ма (итал. Giovanni Nekadoma).

## Карьера
Янош Нехадома переехал в Италию в 1925 году, чтобы выступать за клуб второго итальянского дивизиона «Пистойезе». Через два года он эмигрировал в США, где выступал за клубы «Бруклин Уондерерс» и «Бруклин Хакоах», проведя 105 матчей, в которых забил 80 голов, а в сезоне 1929 года Нехадома даже стал лучшим бомбардиром лиги, забив 43 мяча. В 1930 году Нехадома вернулся в Италию, где выполнял роль играющего тренера клуба «Пистойезе». Чтобы Нехадома мог жить и работать в Италии, местный руководитель фашистской партии сделал ему паспорт на имя Джованни Некадомы. После «Пистойезе» Нехадома играл за «Ливорно», «Фиорентину», в составе которой дебютировал в Серии А, а завершил карьеру в клубе «Модена».
Свою тренерскую карьеру Нехадома начал в «Модене», затем тренировал «Триестину», «Специю» и «Аталанту», в которой его заменил Джузеппе Меацца. После окончания войны Нехадома тренировал «Бари», «Мантову», «Тернану» и Л’Аквилу.

## Достижения
- Лучший бомбардир чемпионата США: 1929 (43 гола)